# Dip It Low
Dip It Low is een nummer van de Amerikaanse zangeres Christina Milian uit 2004, in samenwerking met de Amerikaanse rapper Fabolous. Het is de eerste single van haar tweede studioalbum It's About Time.
Het nummer werd vooral in de VS en Europa een grote hit. In de Amerikaanse Billboard Hot 100 haalde het de 5e positie. In de Nederlandse Top 40 kwam het een plekje lager, en in de Vlaamse Ultratop 50 werd een bescheiden 23e positie gehaald.